# Agrippa Menenius Lanatus (i. e. 503)
Az idősebb Agrippa Menenius Lanatus a Római Köztársaság consulja i. e. 503-ban, Publius Postumius Tubertus társa. Titus Livius szerint a szabinok legyőzője, amivel a diadalmenet jogát is elnyerte. Fia, Agrippa Menenius Lanatus hatvannégy évvel később szintén consuli tisztséget viselt.
I. e. 494-ben a plebeius származású katonák kivonultak Rómából (első secessio plebis), és Livius leírása alapján Menenius közbenjárása után tértek vissza. A patriciusok elismerték a plebs igényeinek egy részét, így került sor a néptribunus magistratum bevezetésére, ami az önkény elleni jogvédelemként funkcionált a nép számára.
Livius némi ellentmondásba keveredik Menenius származását illetően, hiszen azt állítja, hogy plebeius származású. Ugyanakkor a consuli méltóság az időben szigorúan a patriciusok számára volt fenntartva, és a secessio alkalmával a senatus küldötteként tárgyalt. Ennek alapján a cambridge-i egyetemen Drummond professzor megkérdőjelezte az i. e. 6. századi róma társadalmának hagyományosan elfogadott modelljét, a plebeius és patricius felosztás létjogosultságát.

## Agrippa Menenius meséje
A római mondák közül az egyik legnagyobb erejű, napjainkban is értelmezhető és a konzervatív államelméletre nagy hatást gyakorló tanmese az Agrippa Menenius Lanatushoz köthető példabeszéd, az organicizmus egyik első kifejtése.
„A szomszéd népekkel vívott harcokban Róma a légiók vitézsége folytán számos győzelmet aratott. De a külső harcok mellett belsők is emésztették. A patríciusok és plebejusok közt a viszály szinte állandósult. A vagyon felemelte a patríciusokat, a szegénység lesüllyesztette a plebeiusokat. A római társadalom két nagy rétege szembekerült egymással. Akié a vagyon, azé a hatalom, a jog - hirdették a patriciusok. Hiába vállalták a plebeiusok a munka és a katonáskodás terheit, hiába adósodtak el, a patriciusok hallani sem akartak arról, hogy a plebeiusoknak is legyenek jogaik. Elégedjenek meg a kötelességekkel - vallották gőgösen mindaddig, míg egyszer a plebejusok alaposan rájuk nem ijesztettek.
Történt ugyanis, hogy Valerius Volusus dictator - győztesen hazatérve a szabinokkal vívott háborúból - a senatusban az eladósodottaknak fogta pártját. Nemhiába hogy testvére volt Publicolának, a népszeretőnek. Javaslatot tett, hogyan lehetne segíteni az adósság miatt fogságban tartott, bebörtönzött embereken, kik rabszolgaként éltek, és családjuk földönfutóvá lett.
De hiába szónokolt, hiába minden érv, rábeszélés, a kapzsi atyák minden javaslatát elutasították. Erre Valerius haragra gyúlva így szólt:
- Nem tetszik nektek, hogy egyetértést akarok? Az istenekre mondom, nemsokára eljön az idő, hogy nagyon megbánjátok! Ami engem illet, tudjátok meg, hogy nem vagyok hajlandó polgártársaimat azzal hitegetni, hogy megsegítem őket, ha ez a ti ellenállástokon megtörik, és diktátor sem leszek tovább hiába. A külső ellenség és a belső széthúzás tette szükségessé ezt a kivételes megbízást. Falainkon kívül megteremtettük a békét, de a belső széthúzást, úgy látszik, nem tudjuk megszüntetni. Véleményem szerint a nép igazságosan lázong, de én ezt a lázongást már csak magánemberként fogom megélni, nem pedig diktátorként. A diktátori méltóságról ezennel lemondok! Ezzel lelépett a szónoki emelvényről, és eltávozott a curia épületéből.
A fórumon, Róma főterén összegyűlt elégedetlen néptömeg tudta, hogy Valerius miatta fáradozott, és csak azért kényszerült a lemondásra, mert fáradozása hiábavaló volt. Körülfogták hát, és mintha csak a legnagyobb engedményeket harcolta volna ki érdekükben - valóságos diadalmenetben kísérték hazáig.
Valerius távozása után az atyák másról kezdtek tanácskozni. Az adósságok miatt lázongó nép csak hagyján, de mi történik majd, ha a Valeriusszal nemrég győztesen visszatért légiókat szélnek eresztik? A leszerelt katonák - maguk is adósok, a szegény nép fiai - veszélyesek lehetnek az államra, az atyákra, esetleg titkos összeesküvést szőnek, a nép lázongását támogatják. Nem szabad hát szélnek ereszteni őket! Egyikük így szólt:
- Nézzétek, szenátortársaim, ezt a sereget ugyan a diktátor vezette, de a konzuloknak tettek esküt a katonák. Diktátor már nincs, konzulok vannak ismét. Így az eskü továbbra is köti a sereget. Úgyis kiújulófélben van az aequusok elleni háború. Használjuk hát fel őellenük ezt a sereget, és így máris eltávolítottuk a városból.
Tetszett a javaslat, mindnyájan elfogadták. A légiókat eltávolították azzal az ürüggyel, hogy új háború fenyeget. Ám ez csak olaj volt a tűzre. A forrongó hangulat nemhogy csillapodott volna, de egyenest tetőfokára hágott. Az elkeseredett tömeg dühében a konzulokat halálra kereste.
- Öljük meg őket, a nép zsarnokait! Ha nem lesznek konzulok, nem köt a nekik tett eskü sem!
Mások azonban óvatosak voltak.
- Ne esztelenkedjetek, polgárok! Nem a konzuloknak esküdtünk mi engedelmességet, hanem maguknak a halhatatlan isteneknek. Ha megöljük is a konzulokat, eskünk mégiscsak kötelez bennünket, s csak bűnnel szennyezzük be magunkat. Ne kövessetek el esztelenséget!
Az öldöklő szándékot hát elvetették, és ekkor egy bizonyos Sicinius indítvánnyal lépett fel. Ezt egyhangú lelkesedéssel elfogadták, és mindjárt végre is hajtották.
Fölkerekedtek, és kivonultak a városból, felmentek az úgynevezett Szent Hegyre, mely a várostól mintegy háromezer lépésnyire, az Anio folyócska túlsó partján volt. A hegy tetején, bár nem volt vezérük, fegyelmezetten tábor építéséhez fogtak. Egyébként nyugton maradtak, a szükséges élelmen kívül semmit magukkal nem vittek. Így töltötték napjaikat, ők sem bántottak senkit, őket sem bántotta senki.
De a városban azért napról napra nőtt a rémület. Az atyák egyaránt féltek a kivonultaktól és az otthon maradottaktól. Nem tudták, hogy azok, akik a Szent Hegyre kivonultak, meddig maradnak nyugton, és nem támadnak-e a városra. Azok pedig, akik otthon maradtak, nem csatlakoznak-e hozzájuk. Talán jobb volna, ha ezek is kivonulnának, de akkor meg ki látja el a városban a munkát, ki építi a házakat, ki őrli meg a gabonát, egyszóval ki dolgozik? A rabszolgák száma ekkor még nem volt oly nagy Rómában, mint a későbbi háborúk után. Különben is a rabszolgák nem megbízhatók. Az atyák megszokták, hogy gondtalanul uraskodjanak, a fórumra, a kúriába sétáljanak, ott az állam ügyeiről tanácskozzanak. A többit, a szolgai munkát elvégzi a nép.
A nép viszont rettegett az atyáktól. Ismerte kegyetlenségüket, önzésüket, nemegyszer saját bőrén tapasztalta megvetésüket. Most vajon mit eszelnek ki megbüntetésükre? Mivel a Szent Hegyen levőket nem éri el kezük, az itthon maradottak hátán csattan majd az ostor. Nem volna-e csakugyan okosabb nekik is csatlakozni a kivonultakhoz?
Így vergődött Róma a kétség és bizonytalanság hullámaiban. A nép gyanakodva figyelt, a szenátus tanácskozott. Nagy gondot okozott, hogy elterjedt a hír: a kivonultak új várost alapítanak. Volt az atyák között egy okos, idősebb szenátor, Menenius Agrippa, akit a nép is kedvelt. Neki nem voltak bebörtönzött adósai, emberségesen bánt a szegényekkel, és mindenkin segített, aki hozzá fordult. Amellett volt még egy tulajdonsága, népszerűségének másik forrása: szépen, higgadtan és főleg egyszerűen tudott beszélni. Nem volt olyan hallgatója, aki meg ne értette volna, akit le ne bilincselt volna beszédével.
Az atyák között eközben általános lett a vélemény, hogy ez így tovább nem maradhat. A félelem és bizalmatlanság rossz tanácsadó, a szakítás a nép és az atyák között ráadásul még veszélyes is: hátha az ellenség kiszimatolja, és váratlanul támadást indít? A népet tehát bármi áron meg kell békíteni az állammal. Abban állapodtak meg, hogy a köztiszteletben álló Menenius Agrippát elküldik békekövetül a kivonultakhoz. Ha valaki, akkor ő biztosan szót tud velük érteni.
Agrippa elfogadta a megbízást, és elindult a Szent Hegyre. A nép tisztelettel fogadta, beeresztette a táborba, és feszülten várakozott, mit fog a követ mondani. A hagyomány szerint egy mesét mondott nekik.
Meséje így hangzott:
- Tudjátok meg, rómaiak, hogy volt idő, igen-igen régen, amikor az emberi test részei még önálló élőlények voltak, megvolt mindegyiknek a maga szabad akarata, hogy ezt tegye, azt pedig ne; mindegyik tudott gondolkozni, gondolatait ki tudta fejezni; megértették egymást, mint egy család vagy állam tagjai. Nos, ebben az ősi időben történt egyszer, hogy az emberi test részei összesúgtak-búgtak, előbb titkon, majd hangosabban, és méltatlankodni kezdtek, hogy így meg úgy: “Nem igazság az, hogy mi mindig csak dolgozunk, fáradozunk, a kéz kapát fog, a láb hordja a testet, a száj és a fogak rágnak és így tovább mindegyikünk, és a mi munkánk és fáradságunk gyümölcsét a gyomor tétlenül élvezi, az ott csak van a középen, nem csinál semmit, nincs gondja semmire, csak szó nélkül befalja mindazt a jót, amit mi, többiek verejtékes munkával szereztünk” - és addig-addig, míg végül is összeesküdtek a gyomor ellen. Megesküdtek, hogy a kéz nem visz a szájhoz egyetlen falatot sem, de ha vinne is, a száj ne fogadja el, de ha el is fogadná, a fogak ne rágják meg. És így tovább, mindegyik fogadott valamit, és meg is tartotta. Mondom, mind kitartott amellett, amit megfogadott. A kéz nem vitt többé falatot a szájhoz, de ha vitt volna is, a száj nem fogadta volna be, de ha be is fogadta volna, a fogak nem őrölték volna meg.
És mit gondoltok, mi történt? Egyszerre csak észreveszik ám, hogy a kéznek már nem is lenne ereje, hogy felemelkedjék a szájig, a száj a kapott falatot be sem tudná fogadni, de ha befogadná is, a fogaknak nem lenne már erejük megrágni. Valamennyit titkos kór gyötörte, meggémberedtek, elgyengültek. Most derült csak ki, milyen fontos a gyomor szolgálata. Hogy az sem henyél ám, hanem feldolgozza a sok jó falatot, azután igazságosan elosztja, és visszaadja a test részeinek. Mert ugyan mi tenne bennünket elevenné, mi táplálná tagjainkat, ha nem az a vér, melyet éppen a gyomor frissít fel mindig, újra meg újra? Belátták ezt a test részei, nem is lázadoztak többé, hanem végezte mindegyik a maga dolgát, mert rájöttek, hogy egy test, egy szervezet az, amit közösen alkotnak. Ebben a testben pedig mindegyiküknek megvan a maga feladata, amit el kell látnia. Azontúl nem irigykedtek egymásra, máig is egyetértésben élnek, és így lesz ez most már mindig.
És most jól figyeljetek! Ti is egy test vagytok az atyákkal, egy nép, egy állam, mely belőletek és belőlünk áll. Miért lázadoztok hát? Látjátok, a test tagjai is méltánytalannak tartottak olyasvalamit, ami pedig a természet törvényei szerint alakult, és ezért a legjobb is. Nem látjátok-e, hogy a társadalom tagjai is egymásra vannak utalva, mint a gyomor és a test egyéb részei? Lássátok be, hogy így a legjobb, ahogy van, és ne lázadozzatok! Tárgyaljunk hát az egyetértésről, azután térjetek vissza Rómába, térjetek vissza a ti rendes életkörülményeitek közé.
Befejezte szavait. Mély csendben hallgatták végig. A csend beszéde után is tartott. Az emberek elgondolkoztak. Menenius Agrippa mézédes szavai megvesztegették őket. Követeket küldtek Rómába, akik tárgyaltak az atyákkal a kibékülésről. A tárgyalásnak az lett az eredménye, hogy az atyák megengedték: legyenek a népnek olyan tisztviselői, akik megvédik a jogtalanságoktól. Ezek a tisztviselők - néptribunusoknak hívták őket - személyükben szentek és sérthetetlenek, az atyák közül senki, de még a konzul sem vetheti őket fogságba.
Először kettőt választottak, Caius Liciniust és Caius Albinust, akik még három társat vettek maguk mellé. Így öten lettek. E három között volt Sicinius is, aki a Szent Hegy-i kivonulást javasolta. A nép tehát nem volt többé védtelen az atyák önkényével szemben. A történelem e korai »sztrájkja« sikerült.”

## Kapcsolódó szócikk
Római consulok listája
| Elődei: Publius Valerius Publicola és Titus Lucretius Tricipitinus | Consul i. e. 451 collega: Publius Postumius Tubertus | Utódai: Opiter Verginius Tricostus és Spurius Cassius Vecellinus |